# Terrängbil 20
Terrängbil 20 (Tgb 20) är ett vanligt trupptransportfordon inom Försvarsmakten. Vanligtvis kallas den bara 20-bil eller 21-bil.

## Historik
Fordonet var ett av de vanligaste förekommande transportfordonen inom Försvarsmakten från att det började serieproduceras 1974. I samband med de avvecklingar som gjorde genom försvarsbeslutet 2000 och försvarsbeslutet 2004, så kom fordonet att övergå till att verka som transportfordonen till Hemvärnets insatskompanier i södra Sverige. Från den 6 september 2013 började fordonet ersättas genom att Hemvärnet tillfördes Personbil 8.

## Versioner
Terrängbil 20 (C306/4163) är ett trupptransportfordon med tre axlar. Till skillnad från tidigare versioner är Terrängbil 20 femväxlad. Benämningen Terrängbil 20 är en sammanfattande benämning på de två undermodellerna, Terrängbil 21 och Terrängbil 22.
Terrängbil 21

Terrängbil 21 eller Tgb 21 är den vanligaste versionen och användes främst av skytteförband i infanteribrigaderna. Fordonets hela bakutrymme är försett med sittplatser för 16 stridsutrustade soldater, vilket motsvarar två grupper. Utrymmet kan även konverteras till att ta emot åtta stycken bårar. Utrymmet har totalt sex stycken öppningar, tre på var sida.
Terrängbil 22

Terrängbil 22 eller Tgb 22 är en version anpassad till luftvärnsförband. En del av fordonets bakutrymmet är konverterat för att kunna lasta luftvärnsrobotmateriel, som till exempel Robotsystem 70 alternativt Robotsystem 90. Efter att fordonet utgick ur krigsorganisationen har det tillförts till insatsplutoner inom Hemvärnet.
Prototyp Tgb 20 (-/4230)

Prototyp 8x8 av Tgb 13/C304, med fyra axlar (8x8), som från början var tänkt som Tgb 20.
19 soldater + förare rymdes. God hindertagningsförmåga, men C306 hade så bra framkomlighetsförmåga att merkostnaden inte ansågs komma till sin rätt. Endast ett exemplar byggdes, men skrotades sedan till två släpkärror.